# Legoland Billund
A billundi LEGOLAND egy 10 hektárnyi területű, kisebb-nagyobb – összesen több mint 58 millió – LEGO kockából felépített élménypark.
Billund várostól egy kilométerre északra található, az eredeti LEGO gyár és Dánia második legforgalmasabb repülőtere mellett. Koppenhága után a második leglátogatottabb hely Dániában.

## Területek

### Miniland
A park központi részén fekszik. Ahogyan arra neve is utal, nevezetességeket, városrészeket, szobrokat ábrázol makett formájában a világkülönböző pontjairól. Jelentős részét mégis dániai nevezetességek teszik ki, például paloták (pl. Fredensborg, Amalienborg), városrészek (pl. Nyhavn, Skagen). Emellett német, svéd és norvég életképeket is megjelenítenek. A legaprólékosabb építmény a 3 millió kockából összehozott koppenhágai kikötő másolata, elektronikusan vezérelt hajókkal, vonatokkal és darukkal.
Mozgó figurák, főleg haladó járművek népesítik be a városkákat: hajók úsznak a vizeken (egy helyen zsilipen vízszintkülönbséget is áthidalnak), vonatok robognak, járművek futnak az utcákon (ezeket az út alatt haladó felület mentén vezetik). A mozgást pedig élénk hangeffektusok kísérik. Néhol interakcióra is van mód: gombnyomásra valamit megszólaltathatunk, vezérelhetünk.
A régi házak mellett technikai érdekességek (pl. tengeri olajfúró-platform vagy a billundi repülőtér), oktatási célú installációk (napelemes energiatelep) is láthatóak.
Európán kívül egy-egy ismert egzotikusabb ország (pl. USA, Japán, Thaiföld) néhány karakteres építményét is rekonstruálták miniben. Itt található tehát az egyesült államokbeli Szabadság-szobor, a Rushmore-hegy és a Capitolium épületének kicsinyített mása is. Az épületek nem azonos arányban kicsinyítettek, de élethűek.

## Balesetek
- 2007. április 29-én a Legoland egyik alkalmazottja, egy 21 éves nő meghalt, mert elütötte a hullámvasút amikor átmászott a biztonsági kerítésen, hogy egy látogató pénztárcáját visszahozza.
- 2008 augusztusában egy 10 láb magas LEGO torony ráomlott egy látogató fejére. A látogató megsérült, emiatt beperelte a parkot, de az ügyet peren kívül rendezték. A látogató azóta teljesen felépült.

## Érdekességek
- Érdekes kérdés, hogyan állnak ellen az időnek (ráadásul a zord északi időnek) a szabadba kitett LEGO építmények. Erre vonatkozóan konkrét információt helyben nem kaptunk, különböző források szerint össze vannak ragasztva és védőlakkal le vannak fújva a kockák.
- A LEGOLAND népszerűsége sokban hozzájárult ahhoz, hogy a billundi repülőtér Dánia második legforgalmasabb repülőterévé váljon.